# Aus Deutschland
Aus Deutschland (Från Tyskland) är en opera av Mauricio Kagel.

## Historia
"Eine Lieder-Oper" kallade Kagel sitt stora verk Aus Deutschland, som uruppfördes på Deutsche Oper Berlin 1981. Den tyska romantiken väcks här till liv och tematiseras - såväl musikaliskt som textmässigt och bildligt - med stor kunnighet och inlevelse. Kagel tar romantiken och dess metaforer på orden, och hans "Lieder-Oper" (Visopera) i 27 scener med 70 liedtexter av Heine, Hölderlin, Goethe, Eichendorff, Chamisso och andra, befolkas av fantasigestalter och fantasihandlingar. Även här visar sig Kagel vara ett irrspelets och en irrbildens mästare.